# Ley de autoamnistía n.º 22924
La Ley 22.924 de Pacificación Nacional más conocida como Ley de autoamnistía, fue una legislación argentina promulgada el 22 de septiembre de 1983. Recibió ese nombre porque por medio de la misma, los dirigentes de la dictadura militar autodenominada Proceso de Reorganización Nacional, ante la posibilidad de ser enjuiciados por el gobierno democrático que lo sucediera, procuraron dictar una amnistía sobre sí mismos. Fue derogada durante el gobierno de Raúl Alfonsín.

## Contenido de la ley
El artículo n.º 1 de la ley declaraba lo siguiente: 

ARTÍCULO 1º — Decláranse extinguidas las acciones penales emergentes de los delitos cometidos con motivación o finalidad terrorista o subversiva, desde el 25 de mayo de 1973 hasta el 17 de junio de 1982. Los beneficios otorgados por esta ley se extienden, asimismo, a todos los hechos de naturaleza penal realizados en ocasión o con motivo del desarrollo de acciones dirigidas a prevenir, conjurar o poner fin a las referidas actividades terroristas o subversivas, cualquiera hubiere sido su naturaleza o el bien jurídico lesionado. Los efectos de esta ley alcanzan a los autores, partícipes, instigadores, cómplices o encubridores y comprende a los delitos comunes conexos y a los delitos militares conexos.

El artículo n.º 

ARTÍCULO 5º — Nadie podrá ser interrogado, investigado, citado a comparecer o requerido de manera alguna por imputaciones o sospechas de haber cometido delitos o participado en las acciones a los que se refiere el artículo 1º de esta ley o por suponer de su parte un conocimiento de ellos, de sus circunstancias, de sus autores, partícipes, instigadores, cómplices o encubridores.

El artículo n.º 12 de la ley declaraba lo siguiente: 

ARTÍCULO 12. — Los Jueces Ordinarios, Federales, Militares u organismos castrenses ante los que se promuevan denuncias o querellas fundadas en la imputación de los delitos y hechos comprendidos en el artículo 1º, las rechazarán sin sustanciación alguna.

## Derogación
El candidato presidencial del Partido Justicialista en las elecciones de octubre de 1983, Ítalo Argentino Luder se pronunció por la validez de la ley, en tanto el candidato de la Unión Cívica Radical, Raúl Alfonsín denunció durante su campaña la existencia de un pacto sindical-militar y se comprometió a dejarla sin efecto. Al poco tiempo de asumir como presidente, Raúl Alfonsín envió al Congreso un proyecto de ley para derogar dicha ley, lo cual se aprobó con la ley n.º 23.040 una semana después. Dicha derogación fue la primera ley aprobada por el Congreso Argentino tras la restitución de la democracia en 1983. Luego de la derogación de la Ley de Pacificación Nacional el Ministerio de Defensa de Raúl Alfonsín comunicó oficialmente al Consejo Supremo de las Fuerzas Armadas el decreto de procesamiento de los integrantes de las tres primeras juntas militares.
La derogación de esta ley permitió llevar a cabo el Juicio a las Juntas que dictó la sentencia condenando a Jorge Rafael Videla y Emilio Eduardo Massera a reclusión perpetua, a Roberto Eduardo Viola a 17 años de prisión, a Armando Lambruschini a 8 años de prisión y a Orlando Ramón Agosti a 4 años de prisión.